# Стародубцева Анастасія Ісаківна
Анастасія Ісаківна Стародубцева (20 грудня 1914, Кіровська область — 4 листопада 1997) — доярка колгоспу «Круглизький» Свечинського району Кіровської області.

## Біографія
Народилася 20 грудня 1914 року в селі Поляни в селянській родині. Росіянка. Рано залишилася без матері, батько одружився вдруге. Сім'я була велика — 14 осіб. Вчитися не довелося. З 9 років працювала в одноосібному господарстві батька.
Коли вийшла заміж, переїхала в село Круглижі. Однієї з перших вступила в сільгоспартіль, потім в колгосп. Працювала на кінній жниварці і сінокосилці. У роки Другої світової війни доводилося виконувати всі чоловічі роботи: вдень косила, прибирала хліб, вночі відвозила урожай на хлібоздачу. Більше 15 років пропрацювала машиновожатою на сінокосилці.
З 1955 року почала працювати на Круглизькій молочно-товарній фермі. На фермі застосовувалися нові прийоми у догляді та утриманні тварин: нічне випасання, дріжджування концентратів. Ферма по надоях молока протягом ряду років тримала першість у районі. Вже в 1960 році надої молока від закріпленої корови в групі Стародубцевої склали 3555 кг, в 1962 році — за 3631 кг.
У 1964 році А.М. Стародубцева очолила змагання «за велике молоко», її ім'я стало широко відомим в області. У 1964 році надій від кожної корови становив у середньому вище 3700 кг. Від окремих корів надоювала до 16-18 кг на день, від групи з 11 корів надаивала до 168 кг в день.
Указом Президії Верховної Ради СРСР від 22 березня 1966 року за досягнуті успіхи у розвитку тваринництва, збільшення виробництва і заготівель м'яса, молока, яєць, вовни та іншої продукції Стародубцевій Анастасії Ісаківні присвоєно звання Героя Соціалістичної Праці з врученням ордена Леніна і золотої медалі «Серп і Молот».
В 1969 році вийшла на пенсію, але ще 10 років продовжувала працювати на фермі. Загалом понад 40 років пропрацювала дояркою.
Обиралася депутатом Кіровської обласної ради народних депутатів, депутатом сільради, членом райкому партії.
Жила в селі Круглижі Свечинського району. Померла 4 листопада 1997 року.